# سونن بونانغ
مخدوم إبراهيم (869 - 931 هـ) ولقبه سونن بونانغ (بالإندونيسية: Sunan Bonang)‏ شاعر ومسيقار وأحد دعاة الإسلام في جزيرة جاوة المعروفين بالأولياء التسعة. ساهم في نشر الديانة الإسلامية بأسلوبه الدعوي الفني حيث كان موهوبًا في استخدام الآلات الموسيقية وخاصة آلة "البونانغ [الإنجليزية]" والتي لقب بها فيما بعد. وقد نجح في استمالة الناس إليه وتأثر بفنّه الجم الغفير من الشعب حتى من القتلة وقطاع الطرق. ومن أبرز أعماله أغنية "تومبو أتي [الإنجليزية]" التي تعتبر إلى اليوم من أشهر الأغاني الشعبية بإندونيسيا.

## نسبه
مخدوم إبراهيم بن أحمد رحمة الله سونن أمبل بن إبراهيم أسمورو بن جمال الدين الحسين بن أحمد بن عبد الله عظمة خان بن عبد الملك بن علوي عم الفقيه المقدم بن محمد صاحب مرباط بن علي خالع قسم بن علوي بن محمد بن علوي بن عبيد الله بن أحمد المهاجر بن عيسى بن محمد النقيب بن علي العريضي بن جعفر الصادق بن محمد الباقر بن علي زين العابدين بن الحسين السبط بن علي بن أبي طالب، وعلي زوج فاطمة بنت محمد ﷺ.
فهو الحفيد 22 لرسول الله محمد ﷺ في سلسلة نسبه.